# Alberts Frères

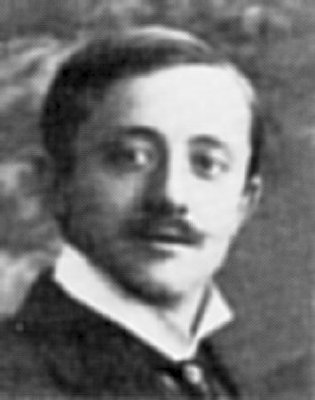
Willy Mullens, cofondateur d'Alberts Frères.

Alberts Frères, fondée en 1899, est l'une des premières sociétés de production cinématographique des Pays-Bas. Elle fut fondée par Albert (1879–1941) et Willy Mullens (1880–1952), les deux principaux cinéastes néerlandais des deux premières décennies du XXe siècle.

## Filmographie partielle
- 1905 : Les aventures d'un Français sur la plage de Zandvoort
- 1907 : Les Deux Vagabonds de Namur

## Source de la traduction
- (en) Cet article est partiellement ou en totalité issu de l’article de Wikipédia en anglais intitulé « Alberts Frères » (voir la liste des auteurs).